# Funked Up
Funked Up је српски музички састав. Широј јавности су се представили на Беовизији 2019.

## Биографија
Funked Up је бенд основан 2014. године. Има шест чланова: Војин Вилотијевић, Александра Радосављевић, Лазар Поповић, Младен Недић, Дамјан Илић и Урош Стојановић. Од свог оснивања 2014. године наступали су на бројним манифестацијама у Србији и иностранству. Углавном су се базирали на обраде популарних домаћих и страних песама. Прва њихова песме "Зашто да се не деси" је створена 2016. године.
Са својом првом песмом су се пријавили на конкурс за Беовизију. 10. јануара 2019. објављено је да ће бити учесници са песмом "Зашто да се не деси". На Беовизији су наступали у првом полуфиналу. Нису успели да се пласирају у финале. Били су седми у полуфиналу. Од финала су их делила само 4 бода.

## Чланови
Војин Вилотијевић је рођен у Београду 1993. године. Музичку каријеру започео је у алтернативном рок саставу Half Step Down. Члан је групе Funked Up од 2014. године, када је бенд и створен. Године 2016. одлази у САД, где настаје идеја за песму "Зашто да не деси". Након неколико месеци одлучио је да се врати у Србију и настави своју каријеру са групом Funked Up.
Александра Радосављевић је као и Вилотијевић вокал у групи Funked Up. Рођена је 6. марта 1989. године у Лесковцу. Позната је српска певачица, текстописачица, композиторка и професорка италијанског језика. Говори српски, енглески и италијански језик.
Лазар Поповић је рођен у Шапцу. Његов отац Стеван Поповић је члан бенд "Megamix". Лазар у бенду Funked Up пева и свира бас гитару.
Младен Недић је рођен у Шапцу. У бенду свира бубњеве.
Дамјан Илић  свира клавијатуре у бенду Funked Up.
Урош Стојановић је рођен у Шапцу и гитариста је бенда Funked Up.